# Norme du département de la Défense des États-Unis
Une norme du département de la Défense des États-Unis, aussi appelée « norme militaire américaine », MIL-STD ou MIL-SPEC, est utilisée dans le but d'obtenir la normalisation de différents objectifs fixés par le département de la Défense des États-Unis.
La normalisation augmente l'interopérabilité et assure que certains équipements atteignent certains critères :
- compatibilité entre eux ;
- fiabilité d'opération ;
- coût total de possession ;
- compatible avec les systèmes de logistique ;
- autres critères qui facilitent l'atteinte d'objectifs liés à la défense du territoire américain[1].

Ces normes sont aussi utilisées par d'autres organismes gouvernementaux, des organismes techniques et l'industrie en général.
Cet article traite des définitions, de l'histoire et de l'usage de ces normes. On y présente aussi des documents d'accompagnements, tels les handbooks et les spécifications de cet organisme.